# Пресновка (Жамбылский район)

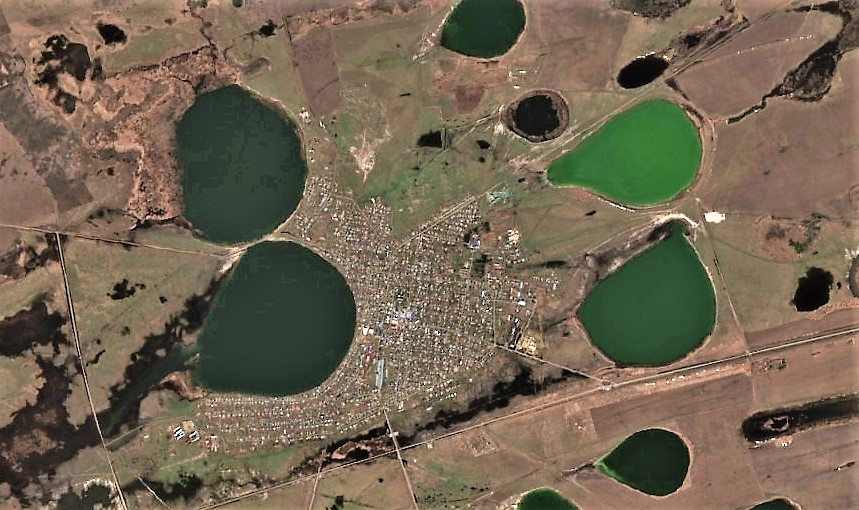
Presnovka (Zhambyl District) Sentinel-2 image

Пресновка (каз. Пресновка) — село в Жамбылском районе Северо-Казахстанской области Казахстана. Административный центр Пресновского сельского округа. Код КАТО — 594630100.
В непосредственной близости от села находятся озёра Питное, Лагерное, Шитово и Горькое. В 3 км к юго-востоку от села находится озеро Питерово, в 6 км к северу от села — озеро Семилово.
Станица Пресновская — это одно из старейших, так называемых линейных русских поселений не только в Степном крае, но и в Западной Сибири. Пресновка была основана как военное укрепление 26 марта 1752 года на пограничной в то время линии, называемой в официальных бумагах «десятивёрстною полосою». Во исполнении сенатского Указа с 1752 года начинается возведение Новоишимской (Горькой — по цепи горько-солёных озёр) линии, которая кратчайшим расстоянием в 565 вёрст соединила Омск и Звериноголовскую. Объекты Горькой линии сооружались одновременно на всём протяжении — летом 1752 года в пределах нынешней территории области возведены: 11 крепостей, 33 редута и 42 маяка, среди них и крепость Пресновская.

## Население
В 1999 году население села составляло 6585 человек (3196 мужчин и 3389 женщин). По данным переписи 2009 года, в селе проживало 5725 человек (2675 мужчин и 3050 женщин).
В селе Пресновка имеется действующий храм Архистратига Михаила
На начало 2019 года, население села составило 5322 человека (2562 мужчины и 2760 женщин).

## Известные уроженцы
Шухов, Иван Петрович (1906—1977) — казахстанский советский писатель и переводчик, журналист.
В селе Пресновка располагается литературно-мемориальный дом-музей И. Шухова, основанный 21 декабря 1981 года в доме, в котором жил писатель. Музей является памятником истории и культуры местного значения.